# Jessy Schram
Jessica Schram, detta Jessy (Skokie, 15 gennaio 1986), è un'attrice, modella e cantante statunitense.

## Carriera
Nata nel sobborgo di Skokie, comincia a dimostrare fin dal principio una certa propensione per la carriera di attrice. All'età di dieci anni comincia a farsi notare e inizia a lavorare a Chicago per un'agenzia di giovani talenti, la Stewart Talent Agency, nel campo della moda e della televisione. Quattro anni più tardi partecipa a diverse competizioni canore sempre nella zona della sua città natale. Si diploma alla Buffalo Grove High School nel 2004. Nel corso degli anni ha ricoperto numerosi ruoli come attrice pur non tralasciando la carriera di modella e quella di cantante: la sua musica è vista come un incrocio tra pop ed R&B.
Nel 2006 è comparsa nel film Keith, con Jesse McCartney ed Elisabeth Harnois. Inoltre è stata Tracy in American Pie presenta: Nudi alla meta. Era nel cast di Split Decision, film della rete televisiva The CW, nel ruolo di Lennie Priestley, mentre tra il 2007 e il 2008 partecipa, nel ruolo di Susan Davis, alla serie televisiva Jane Doe. Dal 2011 interpreta un ruolo ricorrente in due serie televisive statunitensi: Falling Skies dove interpreta  Karen Nadler, e C'era una volta, dove interpreta Cenerentola. Nel 2012 fa parte del cast della serie televisiva Last Resort.

## Filmografia

### Attrice

#### Cinema
- American Pie presenta: Nudi alla meta (American Pie Presents: The Naked Mile), regia di Joe Nussbaum (2006)
- I Want Someone to Eat Cheese With, regia di Jeff Garlin (2006)
- Keith, regia di Todd Kessler (2008)
- Unstoppable - Fuori controllo (Unstoppable), regia di Tony Scott (2010)
- The Submarine Kid, regia di Eric Bilitch (2015)
- La fratellanza (Shot Caller), regia di Ric Roman Waugh (2017)
- The Beautiful Ones, regia di Jesse V. Johnson (2017)

#### Televisione
- Drake & Josh – sitcom, episodio 2x10 (2004)
- Medium – serie TV, episodi 2x05-3x15 (2005-2007)
- Jane Doe: doppio inganno (Jane Doe: Vanishing Act), regia di James A. Contner – film TV (2005)
- Jane Doe: la dichiarazione d'indipendenza (Jane Doe: Now You See It, Now You Don't), regia di Armand Mastroianni – film TV (2005)
- Jane Doe: tradimento (Jane Doe: Til Death Do Us Part), regia di Armand Mastroianni – film TV (2005)
- Jane Doe: il rapimento (Jane Doe: The Wrong Face), regia di Mark Griffiths – film TV (2005)
- Jane Doe: Yes, I Remember It Well, regia di Armand Mastroianni – film TV (2006)
- Jane Doe: Battuta di pesca (Jane Doe: The Harder They Fall), regia di Lea Thompson – film TV (2006)
- Split Decision, regia di Simon West – film TV (2006)
- Veronica Mars – serie TV, episodi 2x13-2x14-2x15-2x16 (2006)
- Boston Legal – serie TV, episodio 3x10 (2006)
- CSI: Miami – Serie TV, episodio 6x02 (2005)
- Dr. House - Medical Division (House, M.D.) – serie TV, episodio 3x13 (2007)
- Ghost Whisperer - Presenze (Ghost Whisperer) – serie TV, episodio 2x15 (2007)
- Jane Doe - Alibi di ferro (Jane Doe: Ties That Bind), regia di James A. Contner – film TV (2007)
- Jane Doe: How to Fire Your Boss, regia di James A. Contner – film TV (2007)
- Life – serie TV, 7 episodi (2007-2009)
- Senza traccia (Without a Trace) – serie TV, episodio 5x23 (2007)
- Jane Doe - Furto al museo (Jane Doe: Eye of the Beholder), regia di Lea Thompson – film TV (2008)
- Limelight, regia di David Semel – film TV (2009)
- Saving Grace – serie TV, episodio 2x09 (2009)
- Hawthorne - Angeli in corsia (Hawthorne) – serie TV, episodio 1x07 (2009)
- Betwixt, regia di Elizabeth Chandler – film TV (2010)
- Night and Day, regia di Milan Cheylov – film TV (2010)
- The Mentalist – serie TV, episodio 3x08 (2010)
- Traffic Light – serie TV, episodio 1x10 (2011)
- Falling Skies – serie TV, 15 episodi (2011-2014)
- C'era una volta (Once Upon a Time) – serie TV, 5 episodi (2011-2016)
- A Smile as Big as the Moon, regia di James Steven Sadwith – film TV (2012)
- Last Resort – serie TV, 13 episodi (2012-2013)
- C'era una volta nel Paese delle Meraviglie (Once Upon a Time in Wonderland) – serie TV, episodio 1x01 (2013)
- Mad Men – serie TV, 4 episodi (2014)
- 4th Annual Saving Innocence Gala: Live from the SLS Hotel – programma TV (2015)
- Hidden Tears Project: Live from Riviera 31 at Sofitel Hotel – programma TV (2015)
- Home & Family – serie TV, 6 episodi (2015)
- Major Crimes – serie TV, episodio 4x02 (2015)
- La luna di settembre (Harvest Moon), regia di Peter DeLuise – film TV (2015)
- Nashville – serie TV, 11 episodi (2015-2016)
- Pillow Talk, regia di Nardeep Khurmi – cortometraggio (2015)
- The Lizzie Borden Chronicles – serie TV, 4 episodi (2015)
- Una babysitter all'improvviso (Reluctant Nanny), regia di Bradford May – film TV (2015)
- Esprimi un desiderio (The Birthday Wish), regia di Peter DeLuise – film TV (2017)
- Un Capodanno da favola (Royal New Year's Eve), regia di Monika Mitchell – film TV (2017)
- Tutti insieme per Natale (Road to Christmas), regia di Allan Harmon – film TV (2018)
- Lucifer – serie TV, episodio 4x05 (2019)
- A Nashville Christmas Carol, regia di Dawn Wilkinson – film TV (2020)
- Chicago Med – serie TV (2020)
- Country at Heart, regia di Bradley Walsh - film TV (2020)
- Labirinto d'amore (Amazing Winter Romance), regia di Jason Bourque – film TV (2020)
- Fantasy Island – serie TV, episodio 2x11 (2023)
- Chicago Fire – serie TV, episodi 11x20-13x11 (2023-2025)

#### Cortometraggi
- Homeward, regia di Phillip Montgomery (2014)
- Pillow Talk, regia di Nardeep Khurmi (2015)
- Thirst, regia di Jamin Bricker (2017)

### Produttrice
- Pillow Talk, regia di Nardeep Khurmi  – cortometraggio (2015)

### Doppiatrice
- Riding Shotgun, regia di Michael Davis  – cortometraggio animato (2013)
- The Nine Lives of Claw Animated Pilot, regia di Alessandro Ongaro  – cortometraggio animato (2016)

## Discografia

### Colonne sonore
- Fairy Tale Love (cantautrice) – Jane Doe: tradimento (film TV) (2005)
- Swept Away (cantante - non accreditata) – Nashville (serie TV), episodio 4x12 (2016)
- If You Don't Mean Business (cantautrice - non accreditata) – Nashville (serie TV), episodio 4x13 (2016)
- Have Yourself a Merry Little Christmas (cantante - non accreditata) – Tutti insieme per Natale (film TV)  (2018)
- Life in a Love (cantante) – Country at Heart (film TV) (2020)
- Right in Front of You (cantante) – Country at Heart (film TV) (2020)

## Doppiatrici italiane
Nelle versioni in italiano delle opere in cui ha recitato, Jessy Schram è stata doppiata da:
- Valentina Favazza in La fratellanza, Nashville, Last Resort, Falling Skies, Esprimi un desiderio
- Francesca Manicone in C'era una volta, American Pie presenta: Nudi alla meta
- Eleonora Reti in Major Crimes, Un Capodanno da favola
- Federica De Bortoli in Dr. House - Medical Division
- Virginia Brunetti in The Lizzie Borden Chronicles
- Sara Ferranti in Unstoppable - Fuori controllo
- Perla Liberatori in Tutti insieme per Natale
- Gemma Donati in Ghost Whisperer - Presenze
- Domitilla D'Amico in Una babysitter all'improvviso
- Alessia Amendola in Veronica Mars
- Valentina Mari in The Mentalist
- Ilaria Latini in Medium
- Giò Giò Rapattoni in Mad Men
- Alessandra Cassioli in Lucifer
- Chiara Oliviero in Labirinto d'amore
- Valentina De Marchi in Chicago Med